# Seaca (Teleorman)
Seaca é uma comuna romena localizada no distrito de Teleorman, na região de Muntênia. A comuna possui uma área de 92.53 km² e sua população era de 2700 habitantes segundo o censo de 2007.